# Fiat France (equipo ciclista)
El equipo Fiat France fue un equipo ciclista belga que compitió profesionalmente en 1977. No se tiene que confundir con el equipo francés Fiat. Nació como sucesor del antiguo Molteni.

## Principales resultados
- Kuurne-Bruselas-Kuurne: Patrick Sercu (1977)
- Tour del Mediterráneo: Eddy Merckx (1977)

### A las grandes vueltas
- Vuelta a España
  - 0 participación

- Tour de Francia
  - 1 participación (1977)
  - 3 victorias de etapa:
    - 4 al 1977: Patrick Sercu (3), CRE

  - 0 victorias final:
  - 0 clasificaciones secundarias:

- Giro de Italia
  - 0 participación

## Composición del equipo
| Integrantes del equipo 1977                     | Integrantes del equipo 1977 | Integrantes del equipo 1977  | Integrantes del equipo 1977 |
| Corredor                                        | Fecha de nacimiento         | Equipo previo                |                             |
| ----------------------------------------------- | --------------------------- | ---------------------------- | --------------------------- |
| Cees Bal                                        | 21 de noviembre de 1951     | Molteni-Campagnolo (1976)    |                             |
| Robert Bouloux                                  | 20 de mayo de 1947          | Jobo-Wolber-La France (1976) |                             |
| Joseph Bruyère                                  | 5 de octubre de 1948        | Molteni-Campagnolo (1976)    |                             |
| Étienne De Beule                                | 20 de noviembre de 1953     | Molteni-Campagnolo (1976)    |                             |
| Ludo Delcroix                                   | 28 de octubre de 1950       | Molteni-Campagnolo (1976)    |                             |
| Jos Deschoenmaecker                             | 2 de octubre de 1947        | Molteni-Campagnolo (1976)    |                             |
| Bernard Draux                                   | 11 de mayo de 1951          | Molteni-Campagnolo (1976)    |                             |
| Jean-Jacques Fussien (1 de ene–23 de ago, Nota) | 21 de enero de 1952         |                              |                             |
| Jos Huysmans                                    | 18 de diciembre de 1941     | Molteni-Campagnolo (1976)    |                             |
| Edward Janssens                                 | 18 de enero de 1946         | Molteni-Campagnolo (1976)    |                             |
| Jacques Martin                                  | 16 de abril de 1952         | Zoppas-Splendor (1976)       |                             |
| Eddy Merckx                                     | 17 de junio de 1945         | Molteni-Campagnolo (1976)    |                             |
| Frans Mintjens                                  | 23 de noviembre de 1946     | Molteni-Campagnolo (1976)    |                             |
| Jean-Luc Molinéris                              | 25 de agosto de 1950        |                              |                             |
| Karel Rottiers                                  | 7 de abril de 1953          |                              |                             |
| Patrick Sercu                                   | 27 de junio de 1944         | Brooklyn (1976)              |                             |
| Roger Swerts                                    | 28 de diciembre de 1942     | Molteni-Campagnolo (1976)    |                             |
|                                                 |                             |                              |                             |
| Fuente: Cycling Archives                        |                             |                              |                             |

Nota: Jean-Jacques Fussien, muerte durante el entrenamiento